# Cystofilobasidiales
Cystofilobasidiales é uma ordem de fungos da classe Tremellomycetes. Os taxa desta ordem são leveduras teleomórficas com holobasídios e teliósporos. Cystofilobasidium é o género-tipo. A ordem contém uma família (Cystofilobasidiaceae), 9 géneros, e 20 espécies.